# En-yu
En-yu, född 958, död 991, var regerande kejsare av Japan mellan 969 och 984.